# Ludovico Rusconi Sassi
Ludovico Rusconi Sassi, född 28 februari 1678 i Rom, död där 18 augusti 1736, var en italiensk arkitekt under senbarocken. Rusconi Sassi uppvisar inspiration från det borrominiska formspråket, som en motvikt mot Carlo Fontanas stränga akademism. Rusconi Sassi utsågs år 1724 till ledamot av Accademia di San Luca.

## Verk i urval
- San Giuseppe alla Lungara[1]
- Cappella Paolucci (restaurering) – San Marcello al Corso[2]
- Cappella del Santissimo Sacramento e delle Cinque Piaghe di Gesù Cristo (ombyggnad) – San Lorenzo in Damaso[3]

## Bilder
| - San Giuseppe alla Lungara. - Cappella del Santissimo Sacramento e delle Cinque Piaghe di Gesù Cristo i San Lorenzo in Damaso. |